# محمدشریف خان مافی
محمدشریف خان مافی (درگذشته ۱۸۴۷) شخصیت سیاسی دورۀ ‌قاجار، از کُردهای قزوین و رئیس ایل مافی بود.
او در ابتدای جوانی در معیت برادرش فتح‌الله خان مافی در رکاب عباس میرزا نایب‌السلطنه بود و پس از شرکت در جنگ‌های مختلف به منصب یوزباشی و سپس سرتیپی رسید. ولی کم کم از شغل دولتی کناره گرفت و به مشاغل دیوانی روی آورد و به حکومت برخی ایالات منصوب شد.
شریف خان پس از برادر زاده‌اش قلیچ خان مافی ریاست ایل مافی را به دست گرفت. او در سال ۱۸۴۷ درگذشت  و در صحن حرم شاه‌عبدالعظیم در آرامگاه مخصوصی به خاک سپرده شد. شریف خان از همسر نخست خود صاحب دو پسر به نام‌های لطف‌الله خان و مصطفی‌قلی‌خان و یک دختر شد. همسر دوم او صاحب جان خانم خراسانی سه پسر داشت: حسینقلی‌خان نظام‌السلطنه، حیدرقلی‌خان برهان‌الدوله و محمدحسن‌خان سعدالملک. سومین همسر شریف خان گوهرشاد خانم دختر بهرام میرزا معزالدوله بود که صاحب فرزندی نشد.